# 현대자동차 유럽
현대자동차 유럽 GmbH(독일어: Hyundai Motor Europe)는 대한민국의 자동차 제조업체인 현대자동차의 유럽 지사로, 독일 오펜바흐에 본사를 두고 있다. 프랑크푸르트에 R&D 센터를 두고 있으며, 체코 노쇼비체, 러시아 상트페테르부르크, 튀르키예에 각각 한 곳씩 총 세 곳의 제조 공장을 운영하고 있다.
타간로크의 TagAZ 공장에서는 현대 엑센트, 현대 아반떼, 현대 싼타페 세 가지 모델이 생산되었다. 유럽 시장을 위한 슬로건은 "새로운 생각, 새로운 가능성"이었다.

## 유럽의 역사
현대자동차는 1978년 현대 포니를 여러 좌측 핸들 시장에 출시하며 유럽에 승용차를 처음 수출했으며, 1982년에는 우측 핸들 버전을 출시하며 영국 시장에 진출했다.
1984년까지 현대자동차는 유럽 시장에 두 번째 모델인 스텔라를 출시했다. 스텔라는 포드 코티나 섀시를 기반으로 한 대형 후륜구동 패밀리 세단이다. 심지어 영국 시장에서는 코티나의 정신적 후계자로 광고되기도 했다. 1990년까지 현대자동차는 유럽 전역에서 판매가 꾸준히 증가하며, 플래그십 쏘나타 세단과 스쿠프 스포츠 모델을 유럽 시장에 출시하여 유럽에서 4개 모델 브랜드가 되었다.
1980년대 현대 모델들은 1990년대에 걸쳐 교체되었고, 1996년 현대 쿠페는 유럽 자동차 언론으로부터 좋은 평가를 받았다.
21세기가 시작될 무렵 MPV와 SUV에 대한 수요 증가로 현대자동차는 이러한 신규 또는 확장 시장 부문에 진출했다. 2018년까지 현대자동차는 유럽에 9개의 승용차 라인(일부는 2개 이상의 바디 스타일 포함)과 2개의 상용차 라인을 수입하고 있었다.
현대자동차는 1982년 영국 시장에 진출한 이래 특히 성공을 거두었다. 2015년에는 영국 시장에서 백만 번째 모델이 판매되었다. 2017년에는 판매량이 93,000대 이상으로 정점을 찍었다.

## 독일
1991년, 현대자동차 독일 GmbH가 설립되었으며, 공식적으로 넥카줄름에 본사를 두었다. 유럽 본사는 2005년부터 오펜바흐에 있다. 1991년에 현대자동차는 프랑크푸르트 국제 모터쇼에서 독일 최초의 한국 자동차 제조업체이기도 했다. 이 회사는 4가지 모델 시리즈(포니, S-쿠페, 란트라, 쏘나타)를 제공하며 독일 시장에 진출하여 약 2,886대의 신규 등록을 달성했다. 1992년 첫 회계연도에는 약 28,000대의 신규 등록을 달성했으며, 1993년에는 총 33,362대의 신규 등록을 달성했다.
현대자동차는 1994년부터 프랑크푸르트에서 R&D 센터를 운영하고 있으며, 이 센터는 유럽의 기술 개발을 모니터링하고 유럽 시장을 위한 신차를 설계 및 엔지니어링하는 역할을 담당해 왔다. 2003년 9월, 이 회사는 5천만 유로를 투자하여 뤼셀스하임에 새로운 유럽 본부를 개설했다. 이 부지는 R&D 센터와 회사의 월드 랠리 팀의 새로운 거점이 되었다. R&D 센터는 기아와 함께 운영되기도 한다.

## 체코 공화국
2008년 11월, 현대자동차는 10억 유로 이상의 투자를 통해 2년 이상의 건설 끝에 체코 노쇼비체에 유럽 공장 현대자동차 제조 체코 s r.o. (HMMC)를 개설했다. 이 공장은 주로 유럽 시장을 위한 i30, ix20, ix35를 생산하며, 연간 30만 대의 생산 능력을 갖추고 있다. 새로운 현대 공장은 슬로바키아의 기아자동차 질리나 공장에서 북쪽으로 90km 떨어져 있다.

## 러시아
러시아에서는 2001년부터 2014년까지 타간로크의 TagAZ 공장에서 현대 엑센트, 쏘나타, 엘란트라, 싼타페 모델을 완전 분해 조립 키트 형태로 생산했다. 2006년에는 공장에서 포터, 카운티, 에어로타운, HD 500 상용차 조립도 시작했다.
2008년 6월, 현대자동차는 상트페테르부르크에 연간 10만 대 생산 규모의 신규 제조 공장 건설을 시작했으며, 이 공장은 최종적으로 20만 대 규모로 확대될 예정이다. 2011년 1월부터 현대 쏠라리스와 기아 리오 두 모델의 양산이 시작되었다.